# 雲門舞集
雲門舞集（クラウド・ゲイト舞踊団）は、台湾のコンテンポラリー・ダンス・カンパニー。

## 概要
中国の古典「呂氏春秋」によると、「雲門(クラウド・ゲイト)」は中国で最も古い舞踊である。5000年前の黄帝時代に存在した「雲門」は振りの伝承が途絶えたが、この美しい舞踊の名称は今でも残り続けている。
1973年の春、林懐民（リン・フアイミン）は「雲門」という名称を用いて舞踊団を創立した。雲門舞集は台湾の初のプロ舞踊団であり、中国語圏で初のコンテンポラリー・ダンス・カンパニーである。
この30数年で雲門舞集は舞台上で160作品を上演し、古典文学から、民話、台湾の歴史、社会現象などを芸術化して、舞踊で表現した。前衛的な観念にもチャレンジした。雲門舞集の上演作品は奥深くて巧みであり、数々の作品は絶賛を得て、何度も再演され、台湾では2,3世代にわたって記憶に残るものとなっている。
台北の国家戯劇院から、各地の文化センター、体育館、学校の講堂さえも「雲門」が演じる姿が見られる。毎年、台湾の各都市への公演ツアーで、屋外公演が行われ、毎回の公演には平均6万人が集まれる。
「雲門」は色々な国際芸術祭の常連であり、これまでにさまざまな賞を受賞し、その実力が国際的に認められている舞踊団である。台湾はもちろん、ヨーロッパ、アメリカ、アジア、オセアニア各地で約200ステージに立ち、1700回以上を上演し、巧みで完璧なダンスのテクニックと革新的なアイデアで、各地の観客や評論家から高い評価を得た。
- 台湾の中時晩報（ちゅうじばんほう）から、『現代台湾の最も重要な生きる文化財産』
- ロンドンのタイムズから、『アジア第一のコンテンポラリー・ダンス・カンパニー』
- フランクフルター・アルゲマイネ・ツァイトゥングから、『世界一流のモダン・ダンス・カンパニー』